# Orion (båtmodell)
Orion är ett fabrikat på segelbåtar som finns i alla storlekar från små dagseglare med centerbord till havskryssare med fast köl. De mindre segelbåtarna tillverkas i Polen medan större segelbåtsmodeller kan tillverkas genom upphandling i flera Europeiska länder.